# Glypta lapponica
Glypta lapponica là một loài tò vò trong họ Ichneumonidae.